# Ширококрылые моли
Ширококрылые моли, или экофориды (лат. Oecophoridae), — семейство молевидных бабочек, включающее в себя более чем 3300 видов.

## Описание
Бабочки небольшие, с размахом крыльев 8—20 мм, реже до 30 мм. Крылья относительно широкие, окраска разнообразная — от яркой со сложным рисунком до невзрачной, однотонной. У немногих видов самки с редуцированными крыльями. Максиллярные щупики очень маленькие, незаметные. Нижнегубные щупики обычно хорошо развитые, 3-члениковые, дуговидно изогнутые вверх, реже прямые. Передние крылья с 13 жилками, редко с 12. Задние крылья с 10 жилками, кроме рода Endrosis, виды которого имеют 9 жилок.
Бабочки летают в сумерках и ночью, и лишь немногие виды активны днем. Большинство ширококрылых молей встречаются в лесах, особенно широколиственных, представители ряда подсемейства предпочитают степи и полупустыни. Как правило, в год развивается только 1 поколение.
Гусеницы ведут скрытый образ жизни, питаясь отмершей древесиной и лубом под корой старых деревьев, лишайниками или растительными остатками в лесной подстилке. Представители ряда подсемейства питаются зелеными листьями древесно-кустарниковых и травянистых растений.

## Классификация
В семейство включают 2 подсемейства, 313 родов и 3308 видов. Большинство родов небольшие или монотипические, крупный род Promalactis включает более 345 видов.
- Подсемейство Oecophorinae
- Подсемейство Deuterogoniinae